# Strangeland (album)
Strangeland is het vierde studioalbum van de Britse band Keane. Het album verscheen op 4 mei 2012. De opnamen begonnen in januari 2011 en eindigden een jaar later. Het album wordt voorafgegaan door de single Silenced by the night, terwijl in sommige landen de keuze valt op Disconnected. Hun laatste nieuwe uitgebrachte single heet Sovereign light café. De aankomende single van hun nieuwe album heet Disconnected.

## Tracklist
Op 27 februari 2012 werden de titel en tracklisting van het album bekendgemaakt op de officiële website van Keane.
Naast de reguliere editie met 12 tracks verscheen ook een speciale deluxe uitgave met 4 bonustracks.

## Hitnoteringen

### NederlandseAlbum Top 100
| Hitnotering (week 1 t/m 25): 12-05-2012 t/m 27-10-2012 Hitnotering (week 26): 10-11-2012 Hitnotering (week 27 t/m 29): 24-11-2012 t/m 08-12-2012 | Hitnotering (week 1 t/m 25): 12-05-2012 t/m 27-10-2012 Hitnotering (week 26): 10-11-2012 Hitnotering (week 27 t/m 29): 24-11-2012 t/m 08-12-2012 | Hitnotering (week 1 t/m 25): 12-05-2012 t/m 27-10-2012 Hitnotering (week 26): 10-11-2012 Hitnotering (week 27 t/m 29): 24-11-2012 t/m 08-12-2012 | Hitnotering (week 1 t/m 25): 12-05-2012 t/m 27-10-2012 Hitnotering (week 26): 10-11-2012 Hitnotering (week 27 t/m 29): 24-11-2012 t/m 08-12-2012 | Hitnotering (week 1 t/m 25): 12-05-2012 t/m 27-10-2012 Hitnotering (week 26): 10-11-2012 Hitnotering (week 27 t/m 29): 24-11-2012 t/m 08-12-2012 | Hitnotering (week 1 t/m 25): 12-05-2012 t/m 27-10-2012 Hitnotering (week 26): 10-11-2012 Hitnotering (week 27 t/m 29): 24-11-2012 t/m 08-12-2012 | Hitnotering (week 1 t/m 25): 12-05-2012 t/m 27-10-2012 Hitnotering (week 26): 10-11-2012 Hitnotering (week 27 t/m 29): 24-11-2012 t/m 08-12-2012 | Hitnotering (week 1 t/m 25): 12-05-2012 t/m 27-10-2012 Hitnotering (week 26): 10-11-2012 Hitnotering (week 27 t/m 29): 24-11-2012 t/m 08-12-2012 | Hitnotering (week 1 t/m 25): 12-05-2012 t/m 27-10-2012 Hitnotering (week 26): 10-11-2012 Hitnotering (week 27 t/m 29): 24-11-2012 t/m 08-12-2012 | Hitnotering (week 1 t/m 25): 12-05-2012 t/m 27-10-2012 Hitnotering (week 26): 10-11-2012 Hitnotering (week 27 t/m 29): 24-11-2012 t/m 08-12-2012 | Hitnotering (week 1 t/m 25): 12-05-2012 t/m 27-10-2012 Hitnotering (week 26): 10-11-2012 Hitnotering (week 27 t/m 29): 24-11-2012 t/m 08-12-2012 | Hitnotering (week 1 t/m 25): 12-05-2012 t/m 27-10-2012 Hitnotering (week 26): 10-11-2012 Hitnotering (week 27 t/m 29): 24-11-2012 t/m 08-12-2012 | Hitnotering (week 1 t/m 25): 12-05-2012 t/m 27-10-2012 Hitnotering (week 26): 10-11-2012 Hitnotering (week 27 t/m 29): 24-11-2012 t/m 08-12-2012 | Hitnotering (week 1 t/m 25): 12-05-2012 t/m 27-10-2012 Hitnotering (week 26): 10-11-2012 Hitnotering (week 27 t/m 29): 24-11-2012 t/m 08-12-2012 | Hitnotering (week 1 t/m 25): 12-05-2012 t/m 27-10-2012 Hitnotering (week 26): 10-11-2012 Hitnotering (week 27 t/m 29): 24-11-2012 t/m 08-12-2012 | Hitnotering (week 1 t/m 25): 12-05-2012 t/m 27-10-2012 Hitnotering (week 26): 10-11-2012 Hitnotering (week 27 t/m 29): 24-11-2012 t/m 08-12-2012 | Hitnotering (week 1 t/m 25): 12-05-2012 t/m 27-10-2012 Hitnotering (week 26): 10-11-2012 Hitnotering (week 27 t/m 29): 24-11-2012 t/m 08-12-2012 |
| Week: | 1 | 2 | 3 | 4 | 5 | 6 | 7 | 8 | 9 | 10 | 11 | 12 | 13 | 14 | 15 | 16 |
| --- | --- | --- | --- | --- | --- | --- | --- | --- | --- | --- | --- | --- | --- | --- | --- | --- |
| Positie: | 1 | 5 | 9 | 7 | 13 | 12 | 16 | 12 | 10 | 11 | 10 | 15 | 15 | 12 | 16 | 20 |
| Week: | 17 | 18 | 19 | 20 | 21 | 22 | 23 | 24 | 25 | | 26 | | 27 | 28 | 29 | |
| Positie: | 18 | 29 | 39 | 62 | 74 | 82 | 87 | 70 | 74 | uit | 82 | uit | 97 | 74 | 78 | uit |

### VlaamseUltratop 200Albums
| Hitnotering: 12-05-2012 t/m 24-11-2012 | Hitnotering: 12-05-2012 t/m 24-11-2012 | Hitnotering: 12-05-2012 t/m 24-11-2012 | Hitnotering: 12-05-2012 t/m 24-11-2012 | Hitnotering: 12-05-2012 t/m 24-11-2012 | Hitnotering: 12-05-2012 t/m 24-11-2012 | Hitnotering: 12-05-2012 t/m 24-11-2012 | Hitnotering: 12-05-2012 t/m 24-11-2012 | Hitnotering: 12-05-2012 t/m 24-11-2012 | Hitnotering: 12-05-2012 t/m 24-11-2012 | Hitnotering: 12-05-2012 t/m 24-11-2012 | Hitnotering: 12-05-2012 t/m 24-11-2012 | Hitnotering: 12-05-2012 t/m 24-11-2012 | Hitnotering: 12-05-2012 t/m 24-11-2012 | Hitnotering: 12-05-2012 t/m 24-11-2012 | Hitnotering: 12-05-2012 t/m 24-11-2012 |
| Week:                                  | 1                                      | 2                                      | 3                                      | 4                                      | 5                                      | 6                                      | 7                                      | 8                                      | 9                                      | 10                                     | 11                                     | 12                                     | 13                                     | 14                                     | 15                                     |
| -------------------------------------- | -------------------------------------- | -------------------------------------- | -------------------------------------- | -------------------------------------- | -------------------------------------- | -------------------------------------- | -------------------------------------- | -------------------------------------- | -------------------------------------- | -------------------------------------- | -------------------------------------- | -------------------------------------- | -------------------------------------- | -------------------------------------- | -------------------------------------- |
| Positie:                               | 15                                     | 9                                      | 15                                     | 21                                     | 26                                     | 37                                     | 43                                     | 47                                     | 49                                     | 69                                     | 63                                     | 74                                     | 76                                     | 62                                     | 68                                     |
| Week:                                  | 16                                     | 17                                     | 18                                     | 19                                     | 20                                     | 21                                     | 22                                     | 23                                     | 24                                     | 25                                     | 26                                     | 27                                     | 28                                     | 29                                     |                                        |
| Positie:                               | 59                                     | 32                                     | 47                                     | 37                                     | 70                                     | 68                                     | 78                                     | 83                                     | 88                                     | 123                                    | 97                                     | 109                                    | 140                                    | 145                                    | uit                                    |

## Trivia
- Tom Chaplin's favoriete nummer is 'The Starting Line'